# 菊地浬
菊地 浬（きくち かいり、1979年9月1日 - ）は、日本のラジオパーソナリティ、ナレーター、MC。FM BIRD所属。
神奈川県横浜市出身。幼少期はサンフランシスコ、中学時代をダラスで生活、そのため英語は堪能。聖心女子大学文学部外国語外国文学科卒業後、2003年FMBIRDラジオDJセミナー修了、その後TOKYO FM、JFN系、FM-FUJI等で多くの番組のDJを担当。マックハウス、チヨダ靴店の店内ナレーションも担当している。

## 現在の担当番組
- 『PUMP UP RADIO』（FM-FUJI、月曜日 16:00 - 18:54、2010年1月 - 2016年3月）
- 『CROSS ROAD』(TOKYO FM系列局、土曜日 9:55-10:00、2013年10月 - )

## 過去の担当番組
TOKYO FM
- 『Saturday goes on』(土曜日 5:00 - 7:30、2011年4月 - 2013年9月)
- 『NTT東日本 FLET'S光 presents FRESH VISION』
- 『BUZZROOM』ナビゲーター（月曜日 - 木曜日、2005年4月 - 9月）
- 『MOTHERMUSICRECORDS』（月曜日 - 木曜日、2005年4月 - 9月）

J-WAVE
- 『J-WAVE WEEKENDSPECIAL「SOULOLYMPIC」』（2004年8月）
- 『SNOWYPEAK』レポーター（2005年2月）

JFN
- 『good morning！That's wake man show』（2005年4月 - 2006年3月）
- 『ENGLISH LIKE ABC』（2006年4月 - ）
- 『MOSH』（2007年10月 - 2008年9月）
- 『SUNDAY NIGHT FEVER』（日曜日 20:00 - 21:55、2008年10月 - 2010年3月 ）

FM-FUJI
- GOOD DAY SUMMER SPECIAL〜RESORT NAVIGATION 長野方面レポーター(FM-FUJI／2010年7月27日)

テレビ東京系列局
- 『DANCE@TV』(火曜日26:30 - 27:00）